# Volby do Knesetu 1955
Volby do 3. Knesetu se v Izraeli konaly 26. července 1955. Výsledkem bylo vítězství levice vedené stranou Mapaj Davida Ben Gurion. Volební účast byla 80,7 %.

## Výsledky
| strana                                                                       | hlasů   | % hlasů | křesel na začátku funkčního období | křesel na konci funkčního období |
| ---------------------------------------------------------------------------- | ------- | ------- | ---------------------------------- | -------------------------------- |
| Mapaj                                                                        | 274 735 | 32,2    | 40                                 | 40                               |
| Cherut                                                                       | 107 190 | 12,6    | 15                                 | 15                               |
| Všeobecní sionisté                                                           | 87 099  | 10,2    | 13                                 | 13                               |
| Národní náboženská strana                                                    | 77 936  | 9,1     | 11                                 | 11                               |
| Achdut ha-Avoda                                                              | 69 475  | 8,2     | 10                                 | 10                               |
| Mapam                                                                        | 62 401  | 7,3     | 9                                  | 9                                |
| Náboženská fronta Tóry                                                       | 39 836  | 4,7     | 6                                  | 6                                |
| Maki                                                                         | 38 492  | 4,5     | 6                                  | 6                                |
| Progresivní strana                                                           | 37 661  | 4,4     | 5                                  | 5                                |
| Demokratická kandidátka izraelských Arabů                                    | 15 475  | 1,8     | 2                                  | 2                                |
| Pokrok a práce                                                               | 12 511  | 1,5     | 2                                  | 2                                |
| Zemědělství a rozvoj                                                         | 9 791   | 1,1     | 1                                  | 1                                |
|                                                                              |         |         |                                    |                                  |
| Sefardové a orientální komunity                                              | 6 994   | 0,8     | 0                                  | 0                                |
| Arabská kandidátka - Střed                                                   | 4 484   | 0,5     | 0                                  | 0                                |
| Likud - Lidové ekonomické hnutí                                              | 3 044   | 0,4     | 0                                  | 0                                |
| Jemenitské sdružení                                                          | 2 459   | 0,3     | 0                                  | 0                                |
| Synové Jemenu a Náboženské nestranické hnutí - Původní náboženská kandidátka | 2 448   | 0,3     | 0                                  | 0                                |
| Kandidátka nových imigrantů                                                  | 1 188   | 0,1     | 0                                  | 0                                |
| Svaz starších pracujících                                                    |         |         |                                    |                                  |
| Celkem                                                                       | 853 219 | 100     | 120                                | 120                              |

## Třetí Kneset
Na rozdíl od druhého Knesetu byl třetí Kneset jedním z nejstabilnějších v izraelských dějinách. Během funkčního období Knesetu se vyměnily pouze dvě vlády a do dnešní doby (2010) se jedná o jediný Kneset, během něhož nedošlo k rozdělování či slučování politických stran. Obdobně jako v prvním a druhém Knesetu byl i ve třetím Knesetu jeho předsedou Josef Šprincak, a to až do své smrti 28. ledna 1959. Ve funkci jej nahradil poslanec za stranu Achdut ha-Avoda Nachum Nir.

### Sedmá vláda
Na začátku třetího Knesetu vytvořil David Ben Gurion 3. listopadu 1955 v pořadí sedmou izraelskou vládu (během předchozích dvou Knesetů bylo celkem šest vlád; dvě v prvním a čtyři ve druhém). Jeho strana Mapaj vytvořila koaliční vládu s Národní náboženskou frontou (která se později přejmenovala na Národní náboženskou stranu), Mapam, Progresivní stranou, Achdut ha-Avodou a třemi stranami izraelských Arabů (Demokratickou kandidátkou pro izraelské Araby, Pokrokem a prací a Zemědělství a rozvojem). Vláda měla 16 ministrů. Vláda padla po Ben Gurionově rezignaci dne 31. prosince 1957 kvůli prosakování informací ze zasedání vlády.

### Osmá vláda
Osmou vládu vytvořil Ben Gurion o týden později dne 7. ledna 1958 se stejnými koaličními partnery. Stejný zůstal i počet ministrů. Osmá vláda padla po Ben Gurionově rezignaci ze dne 5. července 1959 poté, co levicové strany hlasovaly proti vládnímu návrhu na prodej zbraní Západnímu Německu a odmítly opustit koalici. Volby do čtvrtého Knesetu pak byly svolány na 3. listopadu 1959.